# Syvsten
Syvsten er en mindre landsby i det østlige Vendsyssel med 254 indbyggere  (2024). Syvsten ligger i Volstrup Sogn lige ved Frederikshavnmotorvejens "frakørsel 13 Syvsten" fem kilometer sydvest for Sæby. Desuden er Syvsten beliggende fire kilometer sydøst for Hørby og seks kilometer nordøst for Dybvad.
Byen ligger i Region Nordjylland og hører til Frederikshavn Kommune.